# Róbert Fazekas
Róbert Fazekas (ur. 18 sierpnia 1975 w Szombathely) – węgierski lekkoatleta, który specjalizował się w rzucie dyskiem.
Złoty medalista mistrzostw Europy (2002) oraz wicemistrz świata z 2003 roku. Pierwotnie to on był zwycięzcą konkursu rzutu dyskiem na igrzyskach olimpijskich w Atenach (2004), jednak medal w ostatecznym rozrachunku mu odebrano i został zdyskwalifikowany. Fazekas odmówił poddania się badaniu krwi po wygraniu konkursu. Gdy końcowo okazało się, że Fazekas był pod wpływem niedozwolonych środków, odmówił oddania medalu, który należał się Virgilijusowi Aleknie. Węgier został zdyskwalifikowany i powrócił do sportu w 2007 roku. W 2010 zdobył brąz na mistrzostwach Europy. W 2012 testy antydopingowe przeprowadzone poza zawodami wykazały u Fazekasa obecność niedozwolonych środków za co otrzymał karę 8 lat dyskwalifikacji (6 lipca 2012–5 lipca 2020).
Rekord życiowy: 71,70 (14 lipca 2002, Szombathely) – rezultat ten jest rekordem Węgier i dziesiątym wynikiem w historii światowej lekkoatletyki.

## Osiągnięcia
| Rok  | Impreza                              | Miejsce   | Pozycja           | Wynik |
| ---- | ------------------------------------ | --------- | ----------------- | ----- |
| 1994 | Mistrzostwa świata juniorów          | Lizbona   | 6. miejsce        | 53,24 |
| 1997 | Młodzieżowe mistrzostwa Europy       | Turku     | 6. miejsce        | 55,60 |
| 1998 | Mistrzostwa Europy                   | Budapeszt | 4. miejsce        | 65,13 |
| 1999 | Mistrzostwa świata                   | Sewilla   | 11. miejsce       | 61,71 |
| 2000 | Superliga pucharu Europy             | Gateshead | 2. miejsce        | 62,15 |
| 2000 | Igrzyska olimpijskie                 | Sydney    | el. – 16. miejsce | 61,76 |
| 2001 | Mistrzostwa świata                   | Edmonton  | el. – 26. miejsce | 53,73 |
| 2001 | Finał Grand Prix IAAF                | Melbourne | 6. miejsce        | 62,61 |
| 2002 | Mistrzostwa Europy                   | Monachium | 1. miejsce        | 68,83 |
| 2002 | Puchar świata                        | Madryt    | 1. miejsce        | 71,25 |
| 2003 | Mistrzostwa świata                   | Paryż     | 2. miejsce        | 69,01 |
| 2003 | Światowy finał lekkoatletyczny IAAF  | Monako    | 2. miejsce        | 66,08 |
| 2004 | Igrzyska olimpijskie                 | Ateny     | 1. miejsce        | 70,93 |
| 2008 | Igrzyska olimpijskie                 | Pekin     | 8. miejsce        | 63,43 |
| 2010 | Mistrzostwa Europy                   | Barcelona | 3. miejsce        | 66,43 |
| 2011 | I liga drużynowych mistrzostw Europy | Izmir     | 1. miejsce        | 62,31 |